# Tadeusz Górski (agronom)
Tadeusz Górski (ur. 18 lutego 1930 w Orchowie, zm. 1 marca 2017 w Puławach) – polski klimatolog, agrometeorolog, agroekolog i fotoekolog. Profesor Instytutu Uprawy Nawożenia i Gleboznawstwa w Puławach.

## Biografia[3]
Naukę, przerwaną w czasie okupacji, kontynuował na tajnych kompletach. Po uzyskaniu w 1946 roku tzw. „małej matury” wstąpił na Wydział Nawigacyjny Państwowej Szkoły Morskiej w Szczecinie, gdzie w 1949 uzyskał dyplom nawigatora. W latach 1949–1951 pracował jako III oficer (nawigator) na statkach Polskiej Marynarki Handlowej, a od 1951 do 1954 jako wykładowca nawigacji i meteorologii w Szkole Specjalistów Morskich Marynarki Wojennej. Ukończył studia z zakresu geografii ze specjalnością klimatologiczną na Uniwersytecie Wrocławskim w 1959 roku.
Był jednym z twórców Obserwatorium Meteorologicznego Uniwersytetu Wrocławskiego na Szrenicy, które zostało utworzone w 1957 roku. Tuż po ukończeniu studiów uczestniczył również w wyprawie naukowo-badawczej na Spitsbergen. W 1962 objął stanowisko kierownika Pracowni Meteorologii i Klimatologii Rolniczej (IUNG). Od 1966 do 1995 był kierownikiem Zakładu Agrometeorologii (IUNG). W latach 1981–1982 odbył staż naukowy w Radiation Biology of Smithsonian Institution w Rockville.
W 1966 uzyskał stopień naukowy doktora nauk rolniczych za rozprawę Indeks pogodowy i jego zastosowanie do prognoz plonów owsa. Następnie został habilitowany w 1973 roku na podstawie pracy Fotomorfogenetyczne przystosowania roślin do warunków wilgotnościowych. Tytuł naukowy profesora uzyskał w 1983 roku. W 1989 został uhonorowany Krzyżem Kawalerskim Orderu Odrodzenia Polski. Był członkiem Polskiego Towarzystwa Geofizycznego oraz Commission for Agricultural Meteorology (World Meteorological Organization). Ponadto w latach 1984–1990 pełnił funkcję przewodniczącego Sekcji Agrometeorologii Komitetu Meteorologii i Fizyki Atmosfery PAN.
Był również pasjonatem historii, a w szczególności historii Polski, Słowiańszczyzny i II wojny światowej.
Jego siostrą była Alicja Górska-Brylass, biolog, profesor UMK.

## Najważniejsze publikacje[3]
- T. Górski, Z. Jakubczak, 1965. W sprawie metody sum temperatur w agrometeorologii. Roczniki Nauk Rolniczych. Ser. A, t. 90: 215–230.
- T. Górski. 1975. Germination of seeds in the shadow of plants. Physiologia Plantarum, Vol. 34: 342–346.[4]
- T. Górski. 1976. Red and far red radiation at sunset: Annual cycle and dependence on precibitable water. Naturwissenschaften, Jahrg. 63, H. 11: 530.[5]
- T. Górski, K. Górska, J. Nowicki. 1977. Germination of seeds of various herbaceous species under leaf canopy. Flora, B. 166: 249–259.[6]
- T. Górski, K. Górska. 1979. Inhibitory effects of full daylight on the germination of Lactuca sativa L. Planta, Vol. 144: 121–124.[7]
- T. Górski. 1981. Zyklische und irreguläre Veränderungen der roten und dunkelroten Sonnenstrahlung. In: Biophysik, Ökologie und Ökosystemforschung. Akademie-Verlag Berlin: 205–209.
- A. Zaliwski, T. Górski. 2000. Model agroklimatu Polski. AGRO wiadomości, 15 maja 2000; 11–12.[8]
- T. Górski. 2002. Współczesne zmiany agroklimatu Polski. Pam.Puł., 130; 241–250.
- T. Górski, K. Górska. 2003. The effects of scale on crop yield variability. Agricultural Systems, 78; 425–434.[9]
- A. Zaliwski, T. Górski. 2005. Numerical maps of the agroclimate of Poland. Pam. Puł.[2][10]
- T. Górski. 2007. Changes in Poland’s agroclimatic conditions over the last century. Papers on Global Change IGBP PAS, 14; 55–67.[11]
- T. Górski, J. Kozyra, A. Doroszewski. 2008. Field crop losses in Poland due to extreme weather conditions: case studies. In: S.Liszewski (ed) The influence of extreme phenomena on the natural environment and human living conditions. Łódź Univ., Łódź. 35–49.[12]
- A. Doroszewski, T. Górski, J. Kozyra. 2015. Atmospheric moisture controls far-red irradiation: a probable impact on the phytochrome. Int. Agrophys., 29; 283–289.[13]